# Дюбе, Марсель
Марсель Дюбе (3 января 1930 — 7 апреля 2016) — канадский франкоязычный драматург. Создал более 300 произведений для радио, телевидения и сцены. Выступал за сохранение и неприкосновенность французского языка в Квебеке.

## Ранняя жизнь и образование
Учился в Колледже Святой Марии, где впервые стал интересоваться театром, репетиции которого проходили в историческом Зале Иисуса в здании школы. В старших классах обучался в Вестминстерской школе.

## Карьера
Начал писать пьесы в молодости. Его пьесу Le Barrage поставил театр-клуб в 1955 году. Вскоре он уже мог зарабатывать себе на жизнь как писатель. Основал группу «Молодая сцена» и на Драматическом фестивале Доминьон в 1953 году получил несколько наград за пьесу «По ту сторону стены», позднее получившую известность под названием «зона». Пьеса до настоящего времени популярна, изучается в школах и продолжает исполняться на канадской сцене
В течение следующих пяти лет Радио-Канада представила, на радио и телевидении, более 30 его пьес (многие из которых он позже адаптировал для театра). В целом Дюбе создал более 300 произведений для радио, телевидения и сцены. Он писал в основном по-французски; некоторые из его работ были переведены или снабжены субтитрами на английском языке.
Был активистом различных движений за защиту французского языка в Квебеке; он был первым секретарем, а затем президентом Совета французского языка.
В 1984 году стал лауреатом премии Молсона. В феврале 2001 года ему присвоен титул офицера Ордена Канады, а в 1993 году — офицера ордена Квебека.